# Doriane Pin
Doriane Pin, née le 6 janvier 2004 à Ivry-sur-Seine, est une pilote automobile française.
Elle a participé à des épreuves d'endurance au volant de voitures de Grand tourisme ou LMP2 dans des championnats tels que le championnat du monde d'endurance, l'European Le Mans Series, la GT World Challenge Europe Endurance Cup, le Ferrari Challenge, la Michelin Le Mans Cup.  
En 2025, elle évolue en F1 Academy et en championnat d'Europe de Formule Régionale avec Prema Racing. 

## Carrière

### Débuts
À l'âge de sept ans, Doriane Pin demande à son père, créateur de la société Fun and Race et organisateur de courses de karting, de faire du kart, mais elle est trop jeune et trop petite et doit attendre l'âge de neuf ans pour débuter,,. En 2019, en difficulté pour trouver des sponsors, la jeune pilote ne peut faire qu'une course et choisit le championnat de France féminin de karting qu'elle remporte en gagnant les trois finales du dimanche. Championne de France de karting 2019, un an après avoir décroché le bronze, Doriane Pin est sélectionnée par le programme « Girls on Track - Rising Star » de la Fédération internationale de l'automobile. Elle fait partie des quatre pilotes féminines finalistes pour intégrer la prestigieuse Ferrari Driver Academy avec un volant en Formule 4 à la clef,. Doriane Pin pilote à cette occasion une Formule 4. Sa performance en finale lui permet de décrocher un rendez-vous avec l'écurie automobile Iron Dames,.

### Iron Dames (depuis 2021)
Au début de l'année 2021, Doriane Pin signe son premier contrat professionnel avec l'écurie italienne Iron Dames, basée à Cesena. Sa première saison comporte une troisième place finale en Michelin Le Mans Cup. Lors de la saison 2022, la pilote française s'illustre et est sacrée championne du Ferrari Challenge Europe (en) en remportant neuf des quatorze courses (13 podiums, 10 pole positions),. En mai, elle intègre l'équipe Iron Dames pour les 6 Heures de Spa-Francorchamps en championnat du monde d'endurance FIA et remporte en août les 24 Heures de Spa dans la catégorie « Gold ».

### Prema Racing (depuis 2023)

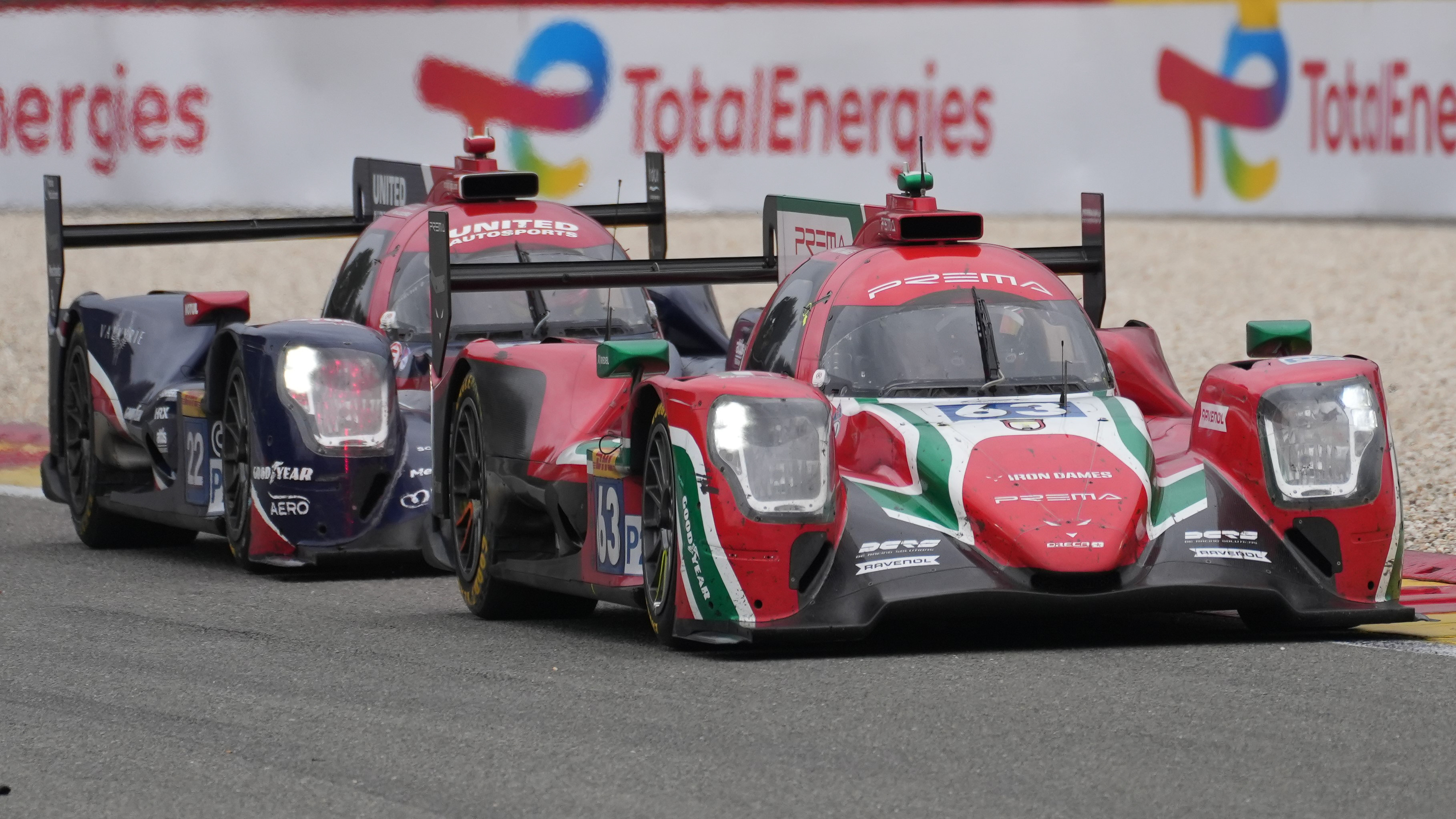
Doriane Pin lors des 6 Heures de Spa-Francorchamps 2023.

Au début de l'année 2023, Doriane Pin signe avec l'écurie italienne Prema Racing afin de participer au championnat du monde d'endurance FIA dans la catégorie LMP2 avec comme voiture une Oreca 07 et comme coéquipiers le pilote russe Daniil Kvyat et le pilote italien Mirko Bortolotti,. La jeune femme signe un podium dès sa première course en prototypes à l'occasion des 1 000 Miles de Sebring.

### Junior Team Mercedes-AMG F1 Team (depuis 2024)

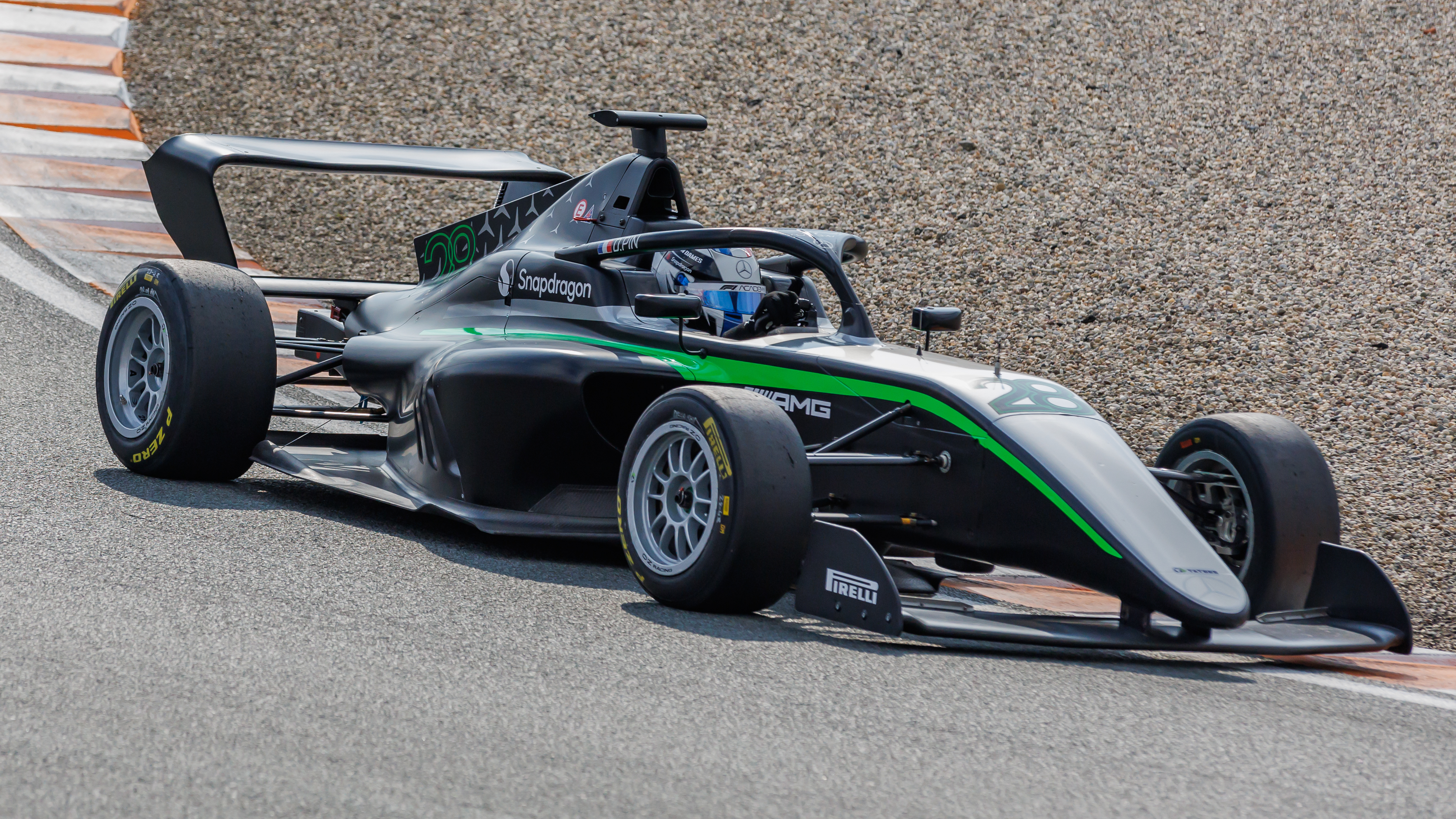
Doriane Pin en F1 Academy en 2024 à Zandvoort.

Le 16 janvier 2024, Doriane Pin est annoncée dans le programme de développement de Mercedes-AMG F1 Team en tant que membre du Junior Team. En 2024, elle dispute la deuxième saison de la F1 Academy, le championnat de monoplaces réservé aux femmes de moins de 25 ans, avec l'écurie italienne Prema. Avant ses débuts en F1 Academy, la Française évolue dans le championnat de Formule 4 d'Asie du Sud-Est (avec une victoire à Sepang) puis en Formule 4 UAE en guise de préparation. Le 10 février 2024, elle signe une pole position sur le circuit Yas Marina avant de s'imposer quelques heures plus tard après une pénalité infligée à Kean Nakamura-Berta.
En parallèle de cette première saison en monoplace, elle continue d'évoluer en championnat du monde d'Endurance FIA avec Iron Dames dans la catégorie LMGT3.
Le 18 avril 2024, Mercedes annonce que Doriane Pin rejoint le championnat d'Europe de Formule Régionale, toujours au sein de l'écurie Iron Dames. Elle fait notamment équipe avec Marta Garcia, championne 2023 de la F1 Academy.

## Résultats en monoplace
| Saison | Championnat                                      | Écurie                 | Courses | Victoires | Pole positions | Meilleurs tours | Podiums | Points | Classement |
| ------ | ------------------------------------------------ | ---------------------- | ------- | --------- | -------------- | --------------- | ------- | ------ | ---------- |
| 2023   | Championnat d'Asie du Sud-Est de Formule 4       | Prema Powerteam        | 6       | 1         | 0              | 1               | 4       | 82     | 2e         |
| 2024   | Championnat des Émirats arabes unis de Formule 4 | Prema Racing           | 12      | 1         | 1              | 1               | 1       | 66     | 10e        |
| 2024   | F1 Academy                                       | Prema Racing           | 14      | 3         | 5              | 4               | 8       | 217    | 2e         |
| 2024   | Formule Régionale Europe                         | Iron Dames             | 15      | 0         | 0              | 0               | 0       | 0      | 27e        |
| 2025   | Formule Régionale Moyen-Orient                   | Mumbai Falcons Limited | 6       | 0         | 0              | 0               | 0       | 0      | 29e        |
| 2025   | F1 Academy                                       | Prema Racing           | 8       | 3         | 0              | 4               | 5       | 109    | 1re        |
| 2025   | Formule Régionale Europe                         | Prema Racing           | 8       | 0         | 0              | 0               | 0       | 0      | 25e        |

## Résultats en endurance

### Résultats aux24 Heures de Daytona
| Année | Écurie     | Copilotes                              | Voiture                      | Classe | Tours | Pos. | Class Pos. |
| ----- | ---------- | -------------------------------------- | ---------------------------- | ------ | ----- | ---- | ---------- |
| 2023  | Iron Dames | Sarah Bovy Rahel Frey Michelle Gatting | Lamborghini Huracán GT3 Evo2 | GTD    | 659   | 46e  | 18e        |
| 2024  | Iron Dames | Sarah Bovy Rahel Frey Michelle Gatting | Lamborghini Huracán GT3 Evo2 | GTD    | 730   | 25e  | 6e         |

### Résultats aux24 Heures de Spa
| Année | Écurie     | Copilotes                              | Voiture         | Classe | Tours | Pos. | Class Pos. |
| ----- | ---------- | -------------------------------------- | --------------- | ------ | ----- | ---- | ---------- |
| 2022  | Iron Dames | Sarah Bovy Rahel Frey Michelle Gatting | Ferrari 488 GT3 | Gold   | 531   | 18e  | 1re        |

### Résultats enchampionnat du monde d'endurance
| Année | Écurie       | Châssis                         | Moteur                         | Classe   | 1       | 2        | 3       | 4        | 5       | 6       | 7     | 8   | Position | Points |
| ----- | ------------ | ------------------------------- | ------------------------------ | -------- | ------- | -------- | ------- | -------- | ------- | ------- | ----- | --- | -------- | ------ |
| 2022  | Iron Dames   | Ferrari 488 GTE Evo             | Ferrari F154CB 3,9 L V8 Turbo  | LMGTE Am | SEB Np. | SPA 10   | LMS Np. | MNZ Np.  | FUJ Np. | BHR Np. |       |     | 27e      | 1      |
| 2023  | Prema Racing | Oreca 07                        | Gibson GK428 4,2 L V8 Atmo     | LMP2     | SEB 2   | POR 4    | SPA 10  | LMS Abd. | MON 7   | FUJ 10  | BHR 5 |     | 9e       | 63     |
| 2024  | Iron Dames   | Lamborghini Huracán LMGT3 Evo 2 | Lamborghini DGF 5,2 L V10 Atmo | LMGT3    | QAT 8   | IMO Abd. | SPA Np. | LMS Np.  | SAO Np. | USA     | FUJ   | BHR | 24e      | 6      |

### Résultats enEuropean Le Mans Series
| Année | Écurie    | Châssis             | Moteur                        | Classe | 1   | 2   | 3   | 4        | 5     | 6     | Position | Points |
| ----- | --------- | ------------------- | ----------------------------- | ------ | --- | --- | --- | -------- | ----- | ----- | -------- | ------ |
| 2022  | Iron Lynx | Ferrari 488 GTE Evo | Ferrari F154CB 3,9 L V8 Turbo | LMGTE  | LEC | IMO | MON | BAR Abd. | SPA 2 | POR 1 | 9e       | 44     |

### Résultats enMichelin Le Mans Cup
| Année | Écurie    | Châssis             | Moteur                        | Classe | 1       | 2     | 3     | 4     | 5     | 6     | 7        | Position | Points |
| ----- | --------- | ------------------- | ----------------------------- | ------ | ------- | ----- | ----- | ----- | ----- | ----- | -------- | -------- | ------ |
| 2021  | Iron Lynx | Ferrari 488 GT3 Evo | Ferrari F154CB 3,9 L V8 Turbo | GT3    | BAR Np. | LEC 2 | MON 2 | LMS 2 | LMS 3 | SPA 3 | POR Abd. | 5e       | 67     |

### Télévision
- 2024 : Top Gear France, saison 9, épisode 5.